# Torsten Warnecke

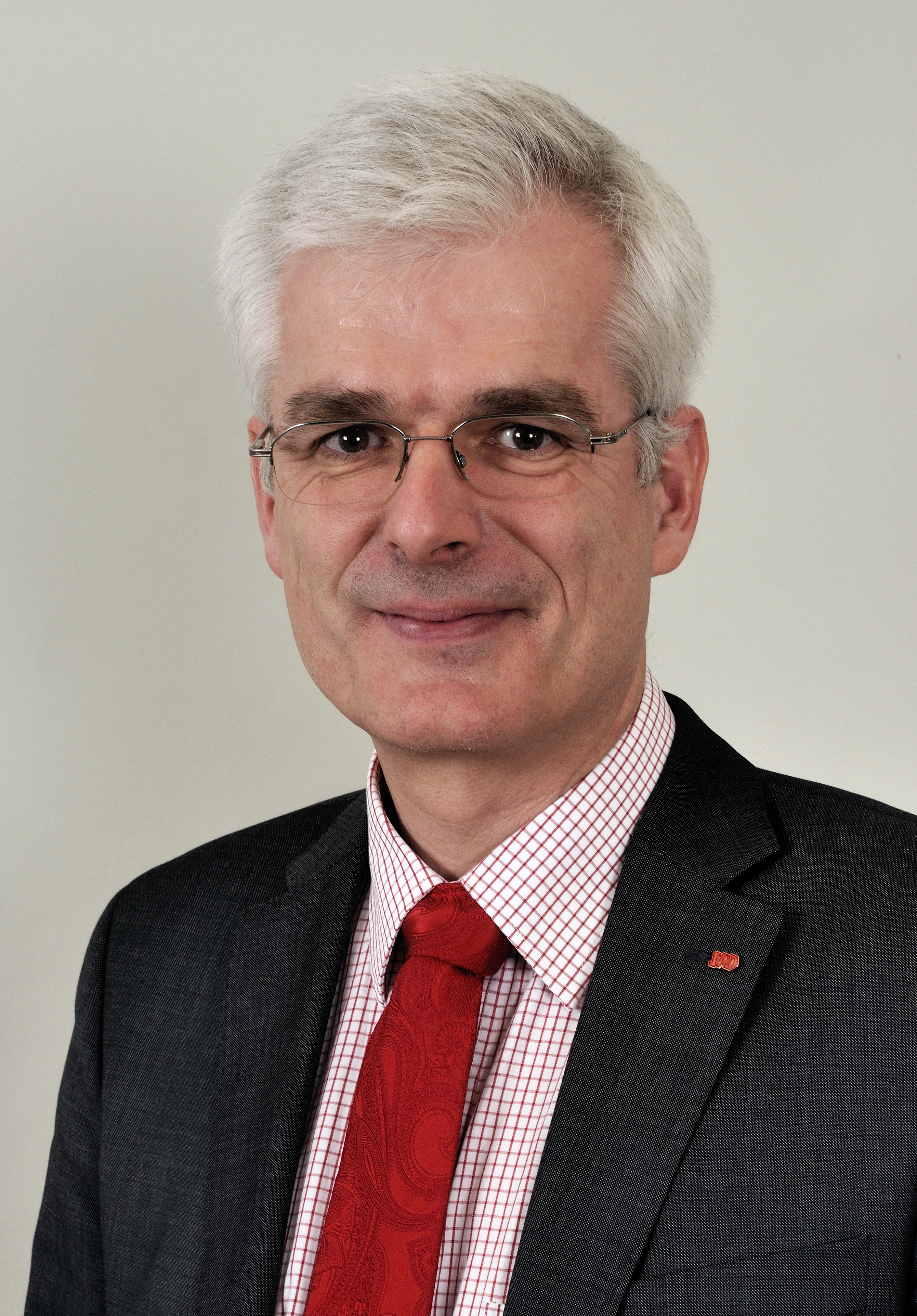
Torsten Warnecke (2013).

Torsten Warnecke (* 16. November 1962 in Rendsburg) ist ein deutscher Politiker (SPD) und Landrat des Landkreises Hersfeld-Rotenburg. Zuvor war er von 2008 bis 2021 Abgeordneter des Hessischen Landtags.

## Ausbildung und Beruf
Torsten Warnecke studierte nach dem Abitur in Marburg Politikwissenschaften. Das Nebenfachstudium am Zentrum für Konfliktforschung der Universität Marburg hat er laut Aussage von dessen Gründungsdirektor Ralf Zoll mit auf den Weg gebracht. Er arbeitete in einer Zimmerei, im Verlagswesen und in der Öffentlichkeitsarbeit. Zuletzt war er Büroleiter des SPD-Bundestagsabgeordneten Michael Roth.

## Politik
Torsten Warnecke ist Mitglied der SPD und dort seit 1995 Mitglied des SPD-Landesvorstandes.
Auch in der Jugendorganisation der SPD den Jusos war er in verschiedenen Vorstandsämtern tätig. Unter anderem war er hessischer Juso-Landesvorsitzender.
Kommunalpolitisch ist er stellvertretender Vorsitzender der SPD-Kreistagsfraktion und der SPD-Stadtfraktion in Bad Hersfeld.
Bei der Landtagswahl in Hessen 2008 wurde er als Wahlkreisabgeordneter im Wahlkreis Hersfeld direkt in den Hessischen Landtag gewählt und bei der Landtagswahl in Hessen 2009 trotz starker Verluste knapp wiedergewählt. Er war stellvertretender Vorsitzender seiner Fraktion.
Bei den Landtagswahlen 2013 und 2018 konnte er sein Direktmandat erfolgreich verteidigen.
Torsten Warnecke wurde im Rahmen des Unterbezirksparteitags der SPD Hersfeld-Rotenburg am 5. Dezember 2020 in Philippsthal als Kandidat für die Landratswahl im Landkreis Hersfeld-Rotenburg nominiert. Bei der Wahl am 14. März 2021 setzte er sich mit 61,9 % der Stimmen deutlich gegen den Amtsinhaber Michael Koch (CDU) durch. Ende August 2021 legte er sein Landtagsmandat nieder. Für ihn rückte Tanja Hartdegen nach.